# Suchohrad
Suchohrad este o comună slovacă, aflată în districtul Malacky din regiunea Bratislava. Localitatea se află la altitudinea de 145 m deasupra n.m., se întinde pe o suprafață de 15,41 km2 și în 2017 număra 650 de locuitori.

## Istoric
Localitatea Suchohrad este atestată documentar din 1511.

## Demografie
| An:                | 1994 | 2004   | 2014    | 2024   |
| ------------------ | ---- | ------ | ------- | ------ |
| Număr de persoane: | 540  | 573    | 647     | 683    |
| Diferență:         |      | +6,11% | +12,91% | +5,56% |

| An:                | 2023 | 2024   |
| ------------------ | ---- | ------ |
| Număr de persoane: | 691  | 683    |
| Diferență:         |      | −1,15% |